# American Girls 2
Série American Girls
American Girls
(2000) American Girls 3
(2006)
Pour plus de détails, voir Fiche technique et Distribution.
American Girls 2, ou Le Tout pour le tout 2 au Québec, (Bring It On Again) est un film américain réalisé par Damon Santostefano et sorti en 2004.

## Synopsis
Whittier Smith intègre l'équipe de pom-pom girl du campus. Très talentueuse, elle s'impose rapidement au sein de l'équipe. Mais est-elle vraiment prête à tout sacrifier pour accomplir son rêve ?

## Fiche technique
- Titre : American Girls 2
- Titre original : Bring It On Again
- Réalisation : Damon Santostefano
- Scénario : Claudia Grazioso
- Pays d'origine : États-Unis
- Genre : Comédie
- Durée : 90 minutes

## Distribution
- Anne Judson Yagher : Whittier Smith
- Bree Turner : Tina Hammersmith
- Kevin Cooney : Dean Sebastian
- Faune Chambers : Monica Jones
- Bryce Johnson : Greg
- Richard Lee Jackson : Derek
- Bethany Joy Lenz : Marni Potts
- Holly Towne : Janice
- Joshua Gomez : Sammy Stinger
- Kelly Stables : Tiny Blonde

## Saga American Girls
- 2000 : American Girls, de Peyton Reed
- 2006 : American Girls 3, de Steve Rash
- 2007 : American Girls 4, de Steve Rash
- 2008 : American Girls 5, de Bille Woodruff
- 2017 : American Girls 6 : Confrontation mondiale, de Robert Adetuyi
- 2022 : American Girls 7, de Karen Lam